# 博戈達羅韋
48°50′52″N 36°57′43″E / 48.84778°N 36.96194°E
博霍達羅韋（烏克蘭語：Богодарове）是位於烏克蘭東部的村莊，由哈爾科夫州伊久姆區的巴爾溫科韋市鎮負責管轄。該村始建於1923年，面積1.18平方公里，海拔高度101米，2001年人口374，人口密度每平方公里315.9人。